# جوناثان ويسينويسكي
جوناثان ويسينويسكي (بالبولندية: Jonathan Wisniewski؛ بالفرنسية: Jonathan Wisniewski) هو لاعب اتحاد الرغبي بولندي وفرنسي، ولد في 16 يوليو 1985 في ألبي في فرنسا.

## وصلات خارجية
- جوناثان ويسينويسكي عل موقع إسبنسكروم (الإنجليزية)
- جوناثان ويسينويسكي على موقع ItsRugby.co.uk (الإنجليزية)